# Emree Franklin
Rianna „Emree“ Franklin (* 10. August 1996 in Seattle, Washington) ist eine US-amerikanische Schauspielerin und Sängerin.

## Leben
Franklin wurde am 10. August 1996 in Seattle als Tochter der Falkner Kenneth „Ken“ und Suzanne Franklin geboren. Sie wuchs mit einem Bruder auf einer kleinen Farm am Puget Sound auf. Sie ist Absolventin der University of Washington.
Erste Erfahrungen mit der Filmindustrie sammelte sie, als National Geographic und der Disney Channel Dokumentationen über Studien ihrer Eltern über Wanderfalken drehten. 2018 mit einer Nebenrolle in Last Seen in Idaho sowie durch Besetzungen in mehreren Kurzfilmen schaffte sie den Schritt zur Filmschauspielerin. 2019 wirkte sie im Musikvideo von Basta und Daria Yanina zum Lied Lighting up mit. 2021 spielte sie in zwei Episoden der Fernsehdokuserie Unglaubliche Diebstähle in der Rolle der Heather Tallchief mit. Im selben Jahr verkörperte sie die Rolle der Gwen im Katastrophenfilm War of the Worlds – Die Vernichtung. 2022 folgte eine Besetzung im Kurzfilm The Sound. 2023 verkörperte sie im Fernsehfilm Secret Diary of A Cheerleader die Rolle der Gina.

## Filmografie (Auswahl)

### Schauspiel
- 2018: Last Seen in Idaho
- 2018: Duffields (Kurzfilm)
- 2018: The Debt (Kurzfilm)
- 2018: Seraphimus (Kurzfilm)
- 2019: College Town (Kurzfilm)
- 2019: Accountable (Fernsehserie, Episode 1x01)
- 2020: The Five (Kurzfilm)
- 2021: Unglaubliche Diebstähle (Heist, Fernsehdokuserie, 2 Episoden)
- 2021: Serotonin. (Kurzfilm)
- 2021: Mia (Kurzfilm)
- 2021: War of the Worlds – Die Vernichtung (War of the Worlds: Annihilation)
- 2022: The Sound (Kurzfilm)
- 2023: Secret Diary of A Cheerleader (Fernsehfilm)

### Filmschaffende
- 2019: Hurt Forever (Kurzfilm; Produktion)
- 2021: Mia (Kurzfilm; Drehbuch)
- 2022: The Sound (Kurzfilm; Drehbuch)

## Diskografie (Auswahl)
Singles
- 2017: Get You Alone, Veröffentlichungsdatum 22. Februar 2017
- 2017: The Anthem, Veröffentlichungsdatum 22. Februar 2017
- 2019: Hurt Forever, Veröffentlichungsdatum 3. Dezember 2019